# NANATO
NANATO（ななと、1983年7月11日）は、東京都出身のタレント。ADESSO所属。

## 来歴
アメリカ・ロサンゼルスの専門学校卒業。
(日本の美容師養成施設を卒業していなければ、日本の美容師免許を取得していない)
劇団東俳、スタジオビコロールを経て、ADESSO所属。

## 出演

### テレビ番組
- 『U・LA・LA』（木曜日）内、NANATO's NAIL ART - TOKYO MX（レギュラー出演、木曜日）
  - 東京ディズニーリゾート25周年記念番組レポーター、TKG特集
- 『U・LA・LA@7』（2009/11月12日 木曜日）内、NANATO's NAIL ART（特番） - TOKYO MX（2009/11月12日 生放送 特番）
- 『ガチンコ!』 - TBSテレビ（家族で出演。長瀬智也に逆ドッキリを仕掛ける役）
- 『スーパーJチャンネル』 - テレビ朝日（金銭感覚を試す「貧乏芸人対お嬢様」の企画で出演。お嬢様役）
- 『ぽじてぃブス』 - 日本テレビ（2007年6月2日放送）

### テレビドラマ
- ネコナデ（ドラマ版） - tvk・テレ玉・チバテレビ・三重テレビ・KBS京都・サンテレビ（無愛想なペットショップ店員-小泉みすず役）

### ネットドラマ
- 『覇道』 - スタジオビコロール（弘子(ホステス)役）
- 『覇道2』 - スタジオビコロール（車田勝代(女親分)役）
- 『覇道3』 - スタジオビコロール（野口房江(女実業家)役）

### CM
- ネコナデ（ドラマ版） - tvk・テレ玉・チバテレビ・三重テレビ・KBS京都・サンテレビ（無愛想なペットショップ店員-小泉みすず役）

### ラジオ番組
- 世田谷FM「Shining music from明花」ゲスト出演
- ShibuyaCross-FM 「Friday night」Nov.18th ゲスト出演
- ShibuyaCross-FM 「エンタメジャック」ゲスト出演
- ShibuyaCross-FM 「みつくんの新鮮アーティスト生搾り」ゲスト出演
- ShibuyaCross-FM 「エンタメジャック」ゲスト出演